# Sibaszaki Gaku
Sibaszaki Gaku (1992. május 28. –) válogatott japán labdarúgó, a Kasima Antlers középpályása.

## Pályafutása

### Klubcsapatokban
2011–2016 között a Kasima Antlers labdarúgója volt. 2017 és 2023 között Spanyolországban játszott. 2017-ben a Tenerife, 2017–2019 között a Getafe, 2019–20-ban a Deportivo La Coruña, 2020–2023 között a Leganés játékosa volt. 2023 óta ismét a Kasima Antlers csapatában szerepel.

### A válogatottban
2014 óta 60 alkalommal szerepelt a japán válogatottban és három gólt szerzett. Részt vett a 2018-as oroszországi és a 2022-es katari világbajnokságon.